# Porcelette
Porcelette est une commune française située dans le département de la Moselle, en région Lorraine, dans la grande région administrative Grand Est. Elle est localisée dans la région naturelle du Warndt et dans le bassin de vie de la Moselle-Est.

## Géographie
Le village de Porcelette se situe entre les agglomérations de Saint-Avold et de Creutzwald, au cœur d’une profonde vallée entourée de forêts, dans le massif du Warndt.

### Hydrographie

#### Réseau hydrographique
La commune est située dans le bassin versant du Rhin au sein du bassin Rhin-Meuse. Elle est drainée par la Bisten et le ruisseau de Diesen.
La Bisten, d'une longueur totale de 15,8 km en France, est une rivière franco-allemande qui prend sa source dans la commune de Bisten-en-Lorraine et conflue avec la Sarre, en rive gauche, à Wadgassen, en Allemagne.

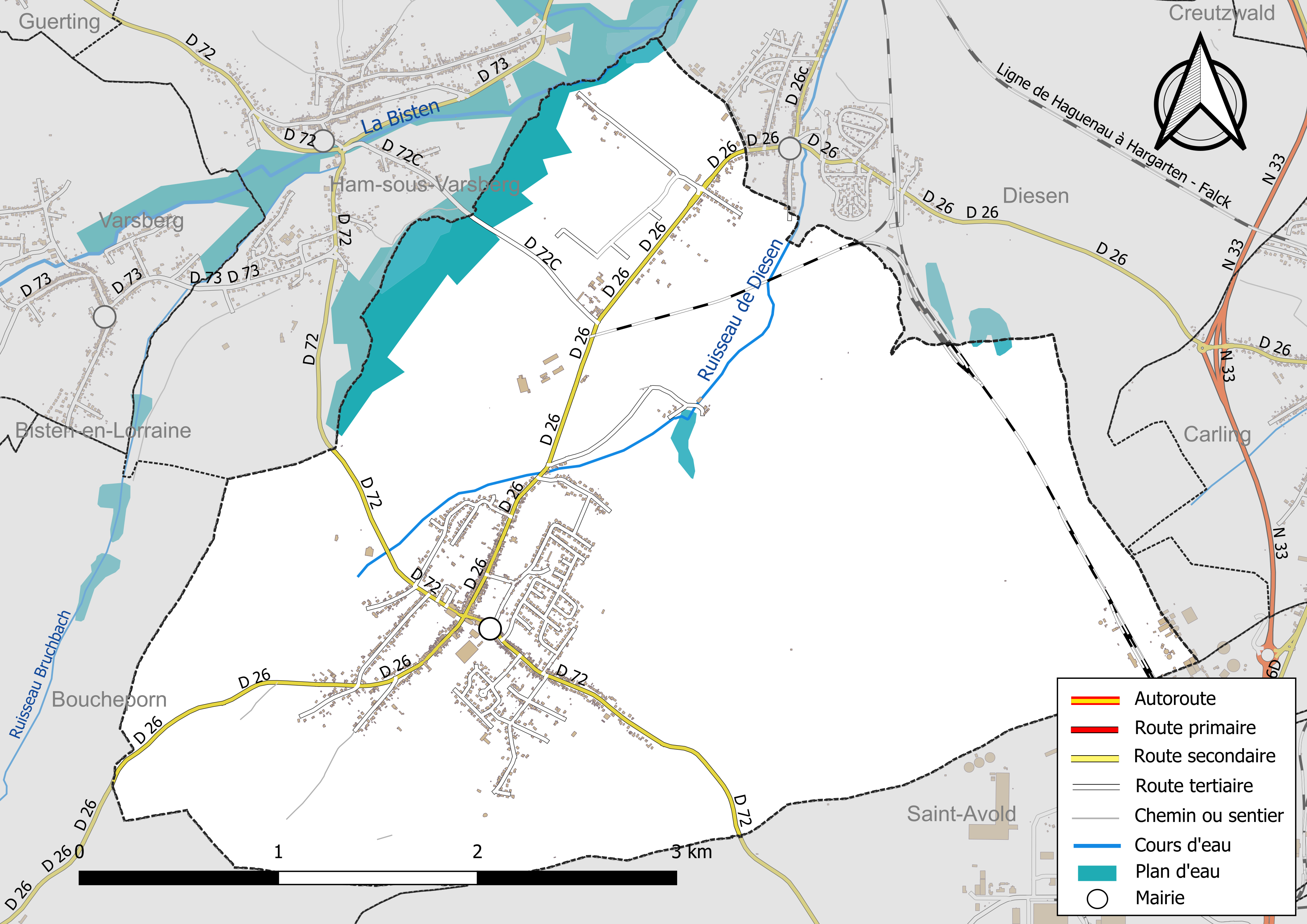
Réseaux hydrographique et routier de Porcelette.

#### Gestion et qualité des eaux
Le territoire communal est couvert par le schéma d'aménagement et de gestion des eaux (SAGE) « Bassin Houiller ». Ce document de planification, dont le territoire est approximativement délimité par un triangle formé par les villes de Creutzwald, Faulquemont et Forbach, d'une superficie de 576 km2, a été approuvé le 27 octobre 2017. La structure porteuse de l'élaboration et de la mise en œuvre est la région Grand Est. Il définit sur son territoire les objectifs généraux d’utilisation, de mise en valeur et de protection quantitative et qualitative des ressources en eau superficielle et souterraine, en respect des objectifs de qualité définis dans le SDAGE  du Bassin Rhin-Meuse.
La qualité des eaux des principaux cours d’eau de la commune, notamment de la Bisten, peut être consultée sur un site dédié géré par les agences de l’eau et l’Agence française pour la biodiversité.

### Climat
Pour des articles plus généraux, voir Climat du Grand Est et Climat de la Moselle.
En 2010, le climat de la commune est de type climat des marges montargnardes, selon une étude du Centre national de la recherche scientifique s'appuyant sur une série de données couvrant la période 1971-2000. En 2020, Météo-France publie une typologie des climats de la France métropolitaine dans laquelle la commune est exposée à un climat semi-continental et est dans la région climatique  Lorraine, plateau de Langres, Morvan, caractérisée par un hiver rude (1,5 °C), des vents modérés et des brouillards fréquents en automne et hiver.
Pour la période 1971-2000, la température annuelle moyenne est de 9,7 °C, avec une amplitude thermique annuelle de 16,9 °C. Le cumul annuel moyen de précipitations est de 793 mm, avec 11,2 jours de précipitations en janvier et 9,6 jours en juillet. Pour la période 1991-2020, la température moyenne annuelle observée sur la station météorologique de Météo-France la plus proche, « Seingbouse », sur la commune de Seingbouse à 14 km à vol d'oiseau, est de 10,5 °C et le cumul annuel moyen de précipitations est de 731,4 mm. 
La température maximale relevée sur cette station est de 37,9 °C, atteinte le 25 juillet 2019 ; la température minimale est de −17 °C, atteinte le 20 décembre 2009,,.
Les paramètres climatiques de la commune ont été estimés pour le milieu du siècle (2041-2070) selon différents scénarios d'émission de gaz à effet de serre à partir des nouvelles projections climatiques de référence DRIAS-2020. Ils sont consultables sur un site dédié publié par Météo-France en novembre 2022.

## Urbanisme

### Typologie
Au 1er janvier 2024, Porcelette est catégorisée bourg rural, selon la nouvelle grille communale de densité à sept niveaux définie par l'Insee en 2022.
Elle appartient à l'unité urbaine de Porcelette, une unité urbaine monocommunale constituant une ville isolée,. Par ailleurs la commune fait partie de l'aire d'attraction de Saint-Avold (partie française), dont elle est une commune de la couronne,. Cette aire, qui regroupe 28 communes, est catégorisée dans les aires de moins de 50 000 habitants,.

### Occupation des sols
L'occupation des sols de la commune, telle qu'elle ressort de la base de données européenne d’occupation biophysique des sols Corine Land Cover (CLC), est marquée par l'importance des forêts et milieux semi-naturels (49,7 % en 2018), une proportion sensiblement équivalente à celle de 1990 (49,3 %). La répartition détaillée en 2018 est la suivante : 
forêts (44,2 %), zones agricoles hétérogènes (15 %), zones urbanisées (12,9 %), prairies (9 %), zones industrielles ou commerciales et réseaux de communication (7,4 %), milieux à végétation arbustive et/ou herbacée (5,5 %), mines, décharges et chantiers (3,8 %), zones humides intérieures (2,1 %). L'évolution de l’occupation des sols de la commune et de ses infrastructures peut être observée sur les différentes représentations cartographiques du territoire : la carte de Cassini (XVIIIe siècle), la carte d'état-major (1820-1866) et les cartes ou photos aériennes de l'IGN pour la période actuelle (1950 à aujourd'hui).

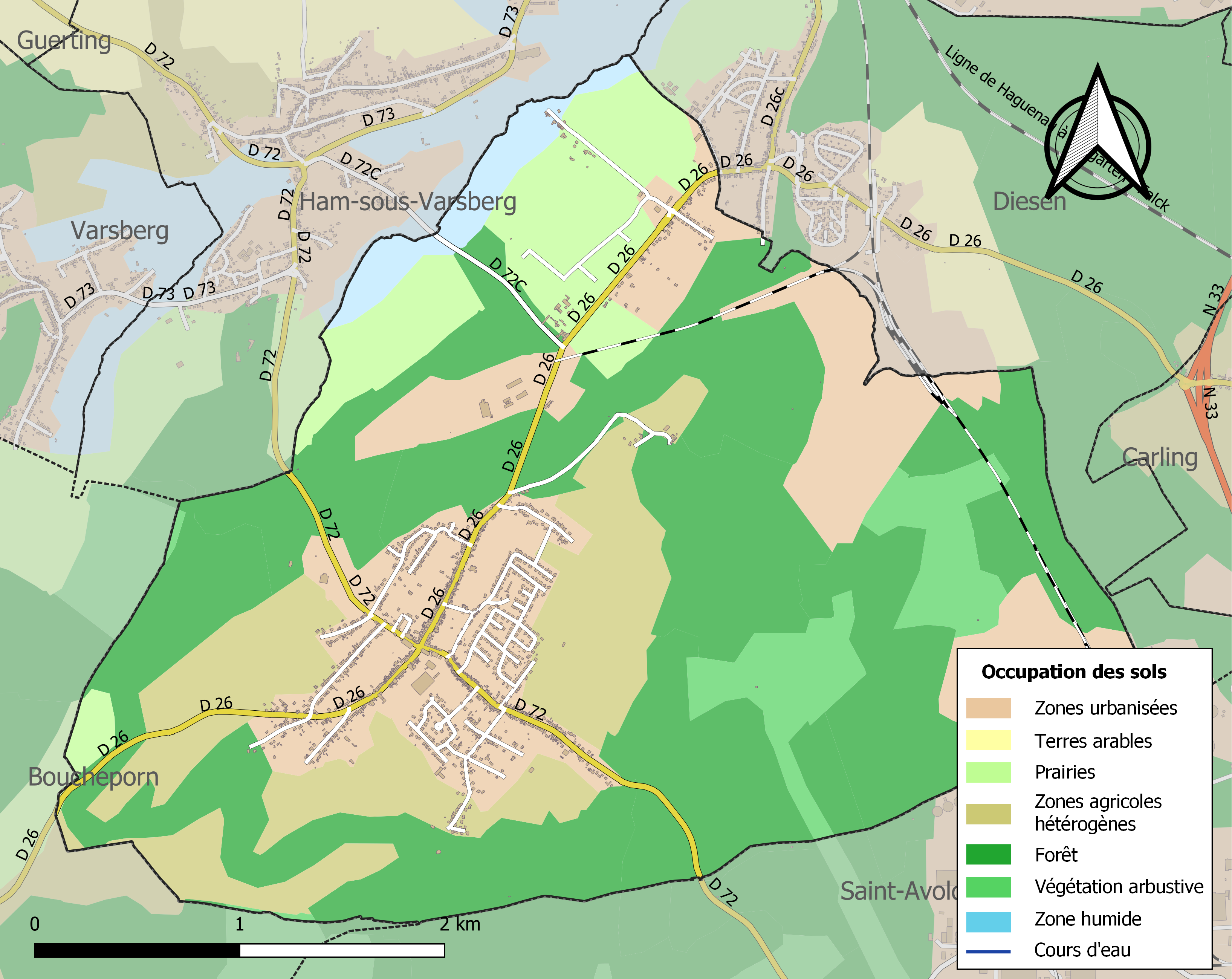
Carte des infrastructures et de l'occupation des sols de la commune en 2018 (CLC).

## Toponymie
- Du patronyme Porcelet + e, doit son nom à M. des Porcelets de Maillane, évêque de Toul[17].
- Porceletz (1628), Porcelet (1688), La Porcelette (1756), La Pourcelette (1756), Porzelet (1915–1918), Grünwald (1940–1944).
- En francique lorrain : Porzelett.

## Histoire
Les vestiges d’une voie romaine ont été découverts sur le ban de la commune, menant au village voisin de Boucheporn, centre important de production de céramique sigillée durant l’époque gallo-romaine. De plus, une nécropole gallo-romaine se situe sur son ban, ce qui confirme une occupation du lieu depuis l’Antiquité.
Le nom du village rappelle celui de son fondateur, Jean des Porcelets de Maillane, évêque de Toul et abbé commendataire de l’abbaye bénédictine de Saint-Avold (1581-1624). Le sanglier présent sur le blason du village rappelle également les armoiries de la famille des Porcelets. Le terrain sur lequel est fondé le village de Porcelette appartenait aux domaines fonciers de l’abbaye de Saint-Avold, dont Mgr des Porcelets de Maillane autorise le défrichement pour les promoteurs notables de Boucheporn et Saint-Avold, contre certaines redevances. Ainsi est créé sur le domaine royal de chasse de l’évêque de Metz, en 1611, un village d’une trentaine de maisons, au lieu-dit Krienwald ou Crewald. En 1621, on compte déjà cinquante-cinq chefs de famille, bourgeois, laboureurs, propriétaires et journaliers.
La guerre de Trente Ans (1618-1648) décime la localité et ce n’est qu’après le traité de Nimègue de 1678 et le traité de Ryswick en 1697 que la paix s’installe de façon durable dans la région. Le repeuplement et la réorganisation foncière peuvent alors se rétablir. Durant la révolution de 1789, le village fait partie du district de Sarrelouis, qui prend le nom de Sarrelibre. Il dépend tour à tour du canton de Berus en 1790, de Bisten-en-Sarre en 1795, de Sarrelouis en 1802 et enfin de Bouzonville en 1815. Ce n’est qu’en 1829 qu’il est définitivement rattaché au canton de Saint-Avold, avec le village de Diesen comme annexe de 1811 à 1954.
Après l’annexion de l’Alsace-Moselle au Reich en 1871, les mouvements migratoires s’accélèrent vers les colonies et vers la région parisienne. Durant les deux guerres mondiales, la germanisation et l’évacuation provoquent la dispersion d’un grand nombre d’habitants dans toute la France, et ce jusqu’à la libération en 1945. Le nom de la commune en allemand est Grünwald.
Depuis 1950, l’expansion des Houillères du Bassin de Lorraine, puis la création de la plate-forme chimique à Carling-Saint-Avold, apportent la prospérité et dynamise l’urbanisation par la création de plusieurs lotissements. Le puits de Vernejoul, dont les travaux débutent en 1954, est opérationnel dès 1959, mais la conjoncture économique de l’époque le maintiendra à l’arrêt. Il sert cependant de puits d’aération pendant de longues années. Transformés en centre aéré dans les années 1960, les bâtiments accueillent pour la journée les enfants du personnel des HBL, des villages et cités du bassin houiller. Démonté et reconstruit entre 1980 et 1985, il sert de puits principal de remontée du charbon, pour l’unité d’exploitation de la Houve. Un lavoir ultra moderne est également installé à proximité. Ces installations fonctionnent jusqu’en 2004, fin de l’exploitation minière. Le puits de Vernejoul et le lavoir sont démolis le 20 avril 2005. Ils sont remplacés par le parc d’activités Composite Park.

## Politique et administration

### Liste des maires
Les maires de la commune depuis la Révolution française.
| Période                                  | Période | Identité                  | Étiquette | Qualité |
| ---------------------------------------- | ------- | ------------------------- | --------- | ------- |
| 1792                                     |         | Hénin Nicolas             |           |         |
| An VIII (1800)                           |         | Jean-François Couturier   |           |         |
| 1808                                     | 1812    | Nicolas Hénin             |           |         |
| 1813                                     | 1824    | Charles Genvot (Genevaux) |           |         |
| 1824                                     | 1829    | Nicolas Hénin (fils)      |           |         |
| 1829                                     | 1830    | Pierre Muller             |           |         |
| 1830                                     | 1837    | Mathias Weber             |           |         |
| 1837                                     | 1843    | Jean Kirchmann            |           |         |
| 1843                                     | 1848    | Jean-Pierre Dorr          |           |         |
| 1848                                     | 1852    | Julien Wagmann            |           |         |
| 1852                                     | 1855    | Nicolas Genvo (Genevaux)  |           |         |
| 1855                                     | 1858    | Louis Dorr                |           |         |
| 1858                                     | 1871    | Pierre Ney                |           |         |
| Les données manquantes sont à compléter. |         |                           |           |         |

| Période                                  | Période     | Identité                | Étiquette | Qualité |
| ---------------------------------------- | ----------- | ----------------------- | --------- | ------- |
| 1871                                     | démissionne | Genvot Henry (Genevaux) |           |         |
| 1872                                     | 1873        | Lambert Nicolas         |           |         |
| 1873                                     | 1876        | Jean-Georges Dorr       |           |         |
| 1876                                     | 1879        | Jean Bourger            |           |         |
| 1879                                     | 1881        | Nicolas Hochard         |           |         |
| 1881                                     | 1883        | Jean Baldauff           |           |         |
| 1883                                     | 1886        | Déchoux                 |           |         |
| 1886                                     | 1889        | Jean Baldauff           |           |         |
| 1889                                     | 1897        | Dorr                    |           |         |
| 1897                                     | 1900        | Dorr                    |           |         |
| 1900                                     | 1902        | Genevaux                |           |         |
| 1902                                     | 1911        | Nicolas Fischer         |           |         |
| 1911                                     | 1920        | Pierre Nicolas          |           |         |
| Les données manquantes sont à compléter. |             |                         |           |         |

| Période        | Période        | Identité                                                                                 | Étiquette                | Qualité                                   |
| -------------- | -------------- | ---------------------------------------------------------------------------------------- | ------------------------ | ----------------------------------------- |
| 1920           | 1932           | Henri Wermeister                                                                         |                          |                                           |
| 1932           | 1940           | Nicolas Genevaux                                                                         |                          |                                           |
| 1940           | 1945           | La commune est rattachée à L'Hôpital et administrée par le commissaire allemand Edelmann |                          |                                           |
| 1945           | 1953           | Auguste Baroth                                                                           |                          |                                           |
| 1953           | 1981           | Pierre Baroth                                                                            |                          |                                           |
| 1981           | mars 2008      | René Olier                                                                               | SE                       |                                           |
| mars 2008      | juillet 2020   | Eddie Muller                                                                             | SE. DVD[réf. nécessaire] | Préparateur en pharmacie[réf. nécessaire] |
| juillet 2020   | septembre 2020 | Alain Risch                                                                              |                          | agent de maîtrise retraité                |
| septembre 2020 | En cours       | Marie-France Guerriero                                                                   |                          |                                           |

## Démographie
L'évolution du nombre d'habitants est connue à travers les recensements de la population effectués dans la commune depuis 1800. Pour les communes de moins de 10 000 habitants, une enquête de recensement portant sur toute la population est réalisée tous les cinq ans, les populations de référence des années intermédiaires étant quant à elles estimées par interpolation ou extrapolation. Pour la commune, le premier recensement exhaustif entrant dans le cadre du nouveau dispositif a été réalisé en 2008.

En 2022, la commune comptait 2 435 habitants, en évolution de −2,21 % par rapport à 2016 (Moselle : +0,52 %, France hors Mayotte : +2,11 %).
| 1800 | 1806 | 1821 | 1836  | 1841  | 1861  | 1866  | 1871  | 1875  |
| ---- | ---- | ---- | ----- | ----- | ----- | ----- | ----- | ----- |
| 532  | 654  | 902  | 1 146 | 1 192 | 1 102 | 1 156 | 1 058 | 1 137 |

| 1880  | 1885  | 1890  | 1895  | 1900  | 1905  | 1910  | 1921  | 1926  |
| ----- | ----- | ----- | ----- | ----- | ----- | ----- | ----- | ----- |
| 1 132 | 1 001 | 1 058 | 1 036 | 1 098 | 1 250 | 1 326 | 1 325 | 1 443 |

| 1931  | 1936  | 1946  | 1954  | 1962  | 1968  | 1975  | 1982  | 1990  |
| ----- | ----- | ----- | ----- | ----- | ----- | ----- | ----- | ----- |
| 1 463 | 1 453 | 1 503 | 1 183 | 1 553 | 1 659 | 1 918 | 2 097 | 2 322 |

| 1999  | 2006  | 2008  | 2013  | 2018  | 2022  | - | - | - |
| ----- | ----- | ----- | ----- | ----- | ----- | - | - | - |
| 2 458 | 2 466 | 2 469 | 2 528 | 2 480 | 2 435 | - | - | - |

## Culture locale et patrimoine

### Lieux et monuments
- Passage d'une voie romaine.[réf. souhaitée]
- Nécropole gallo-romaine.[réf. souhaitée]
- Moulin de Porcelette.
- Puits de Vernejoul (fermé en 2004, démoli le 20 avril 2005[18], remplacé par le parc d’activités Composite Park).
- La ferme Collmann qui est la plus ancienne maison de la commune (1611) : ancien monastère (jusqu'en 1789) devenu une ferme. Lors de la 2ème guerre mondiale, elle a été utilisée comme prison.

#### Édifices religieux
- L'église de la Croix Glorieuse[25] est construite dans le style néogothique entre 1885 à 1887, avec des plans de l'architecte C. Wahn[26]. Elle est érigée sur l’emplacement d’un premier édifice datant de 1622, dont seuls la tour-clocher subsiste, bien que consolidée et agrandie durant le XVIIIe siècle. Il s’agit d’un édifice de type église-halle de style néogothique, de plan allongé avec trois vaisseaux. L’église est couverte d’une voûte d’ogives et d’un toit à longs pans, avec croupe et flèche polygonale.
- La chapelle Notre-Dame est reconstruite en 1826, à l’emplacement d’un édifice qui est dit ruiné en 1751, avant d’être très restaurée en 1884. Il s’agit d’un édifice en grès et pierre de taille, couvert d’un toit à longs pans avec croupe[27].
- Une croix de chemin, au lieu-dit  Neugelande auf der Hohe, date en 1740. Elle est érigée au carrefour d’anciens chemins, en un lieu alors appelé Glockenberg et réputé pour être le lieu des supplices[28].
- Une réplique de la Grotte de Lourdes, Chemin Notre Dame.
- Une croix derrière la réplique de la Grotte de Lourdes, Chemin Notre Dame.
- Une croix de chemin, Rue de Ham.

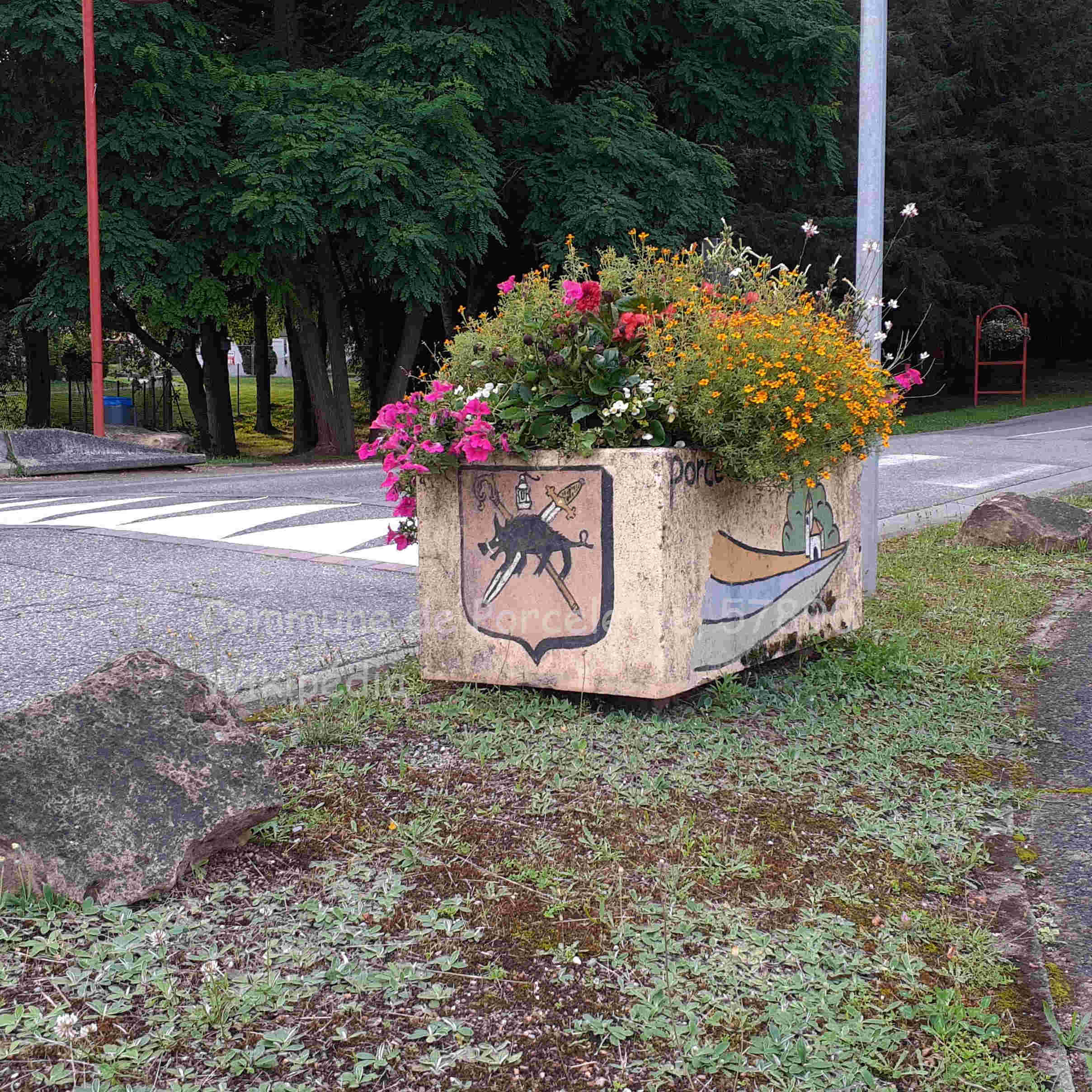
Porcelette, Blason, Logo.
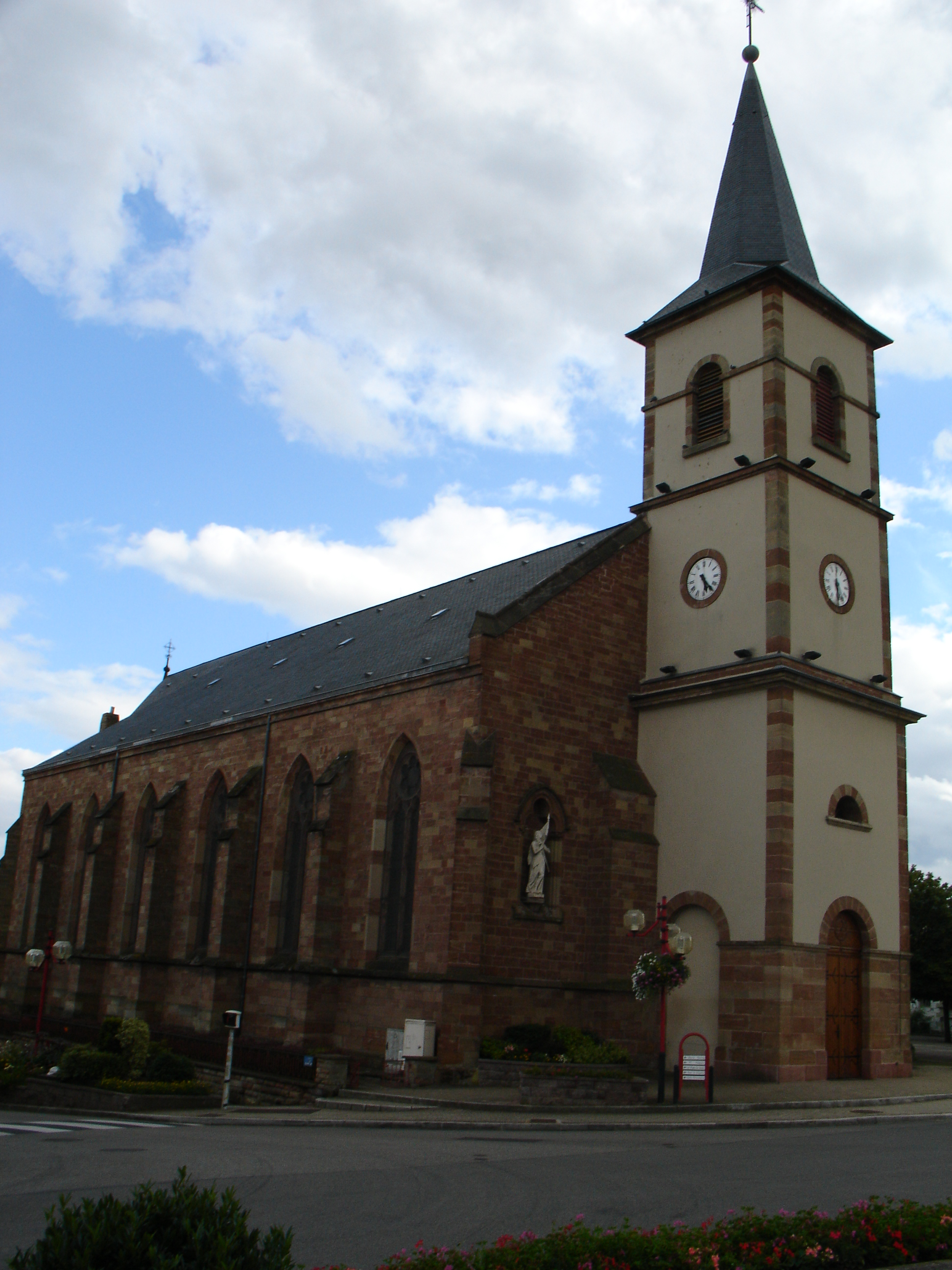
L'Église de la Croix Glorieuse de Porcelette.
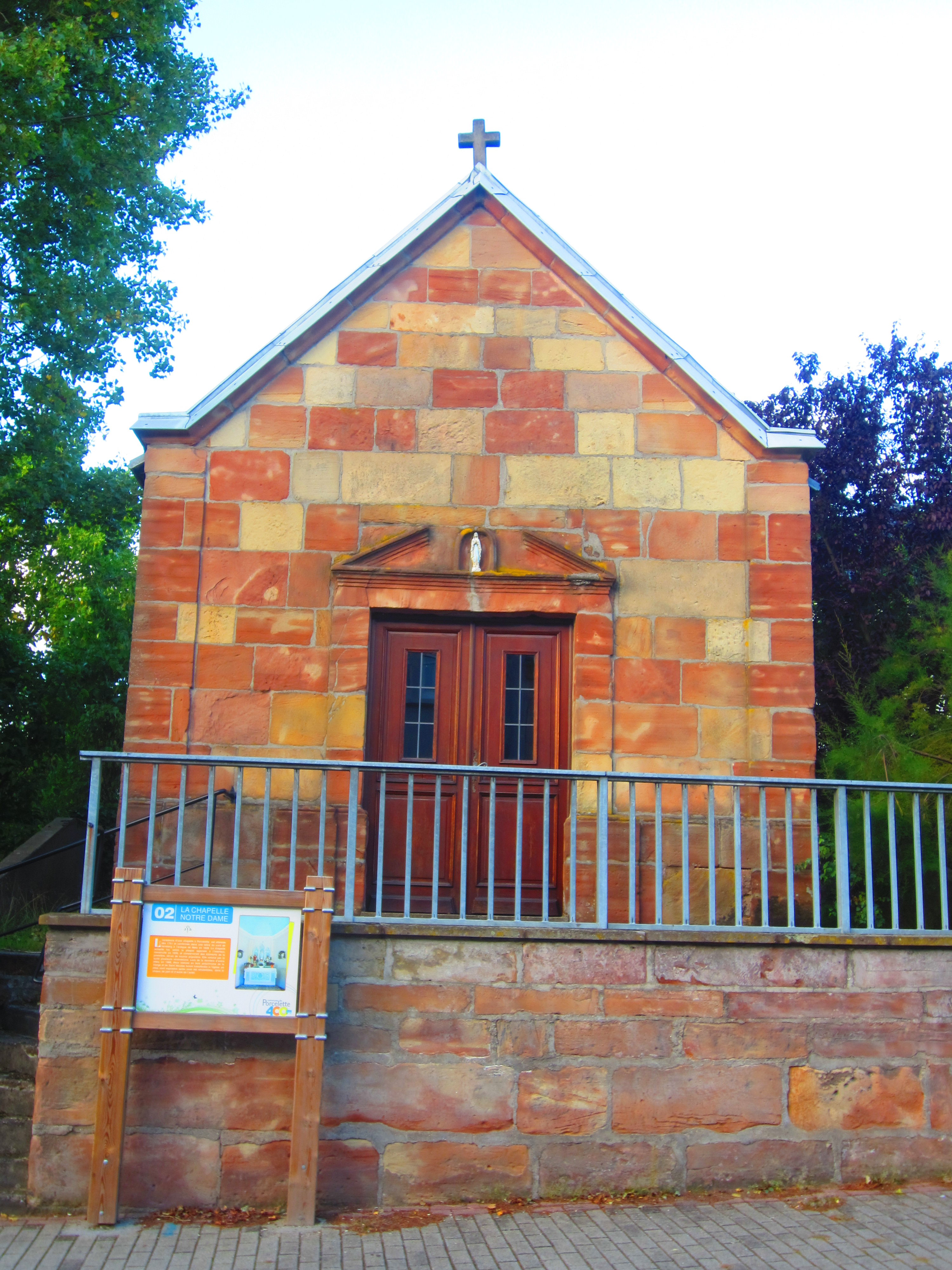
La Chapelle Notre-Dame de Porcelette.
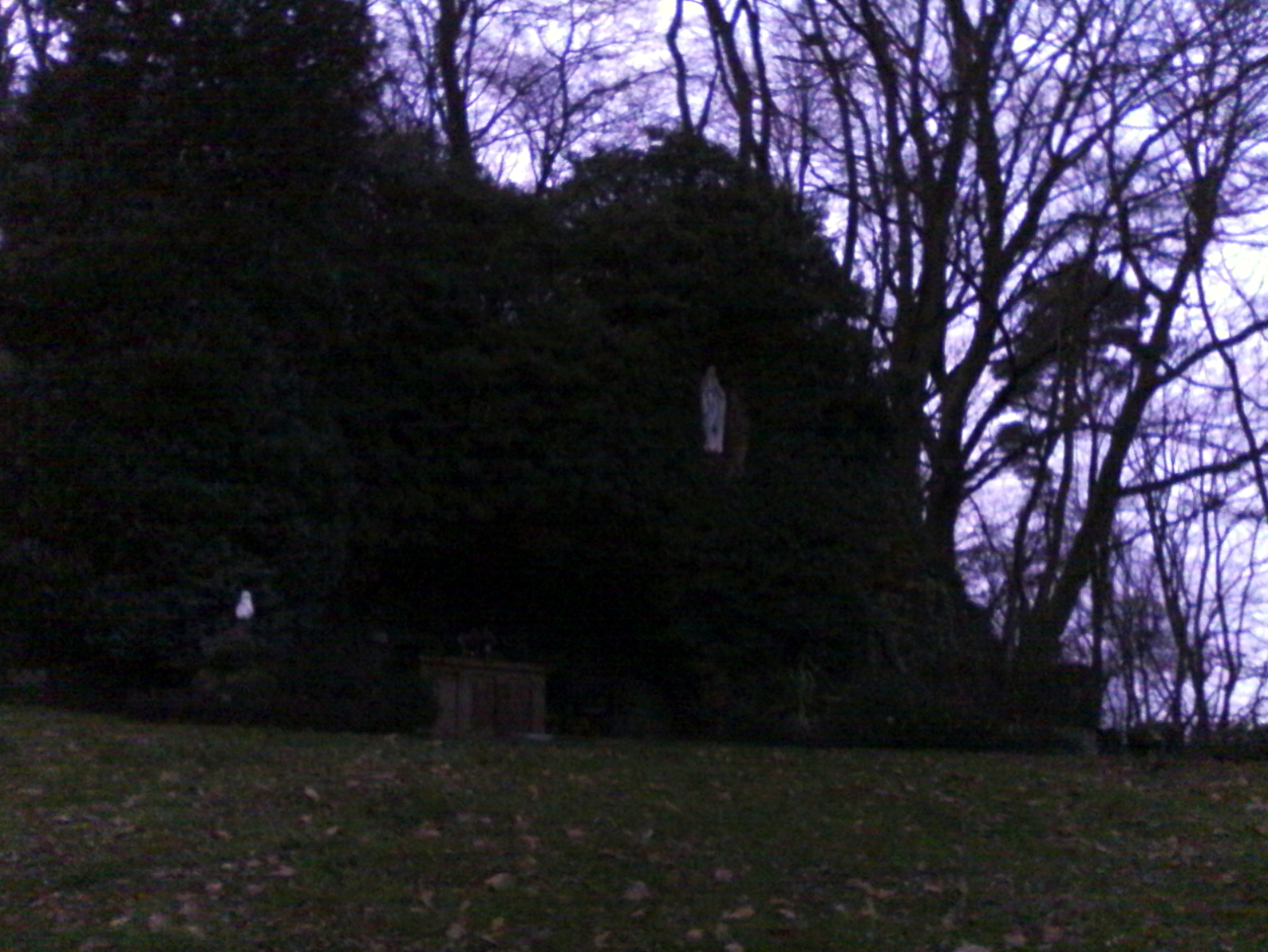
Réplique de la Grotte de Lourdes.
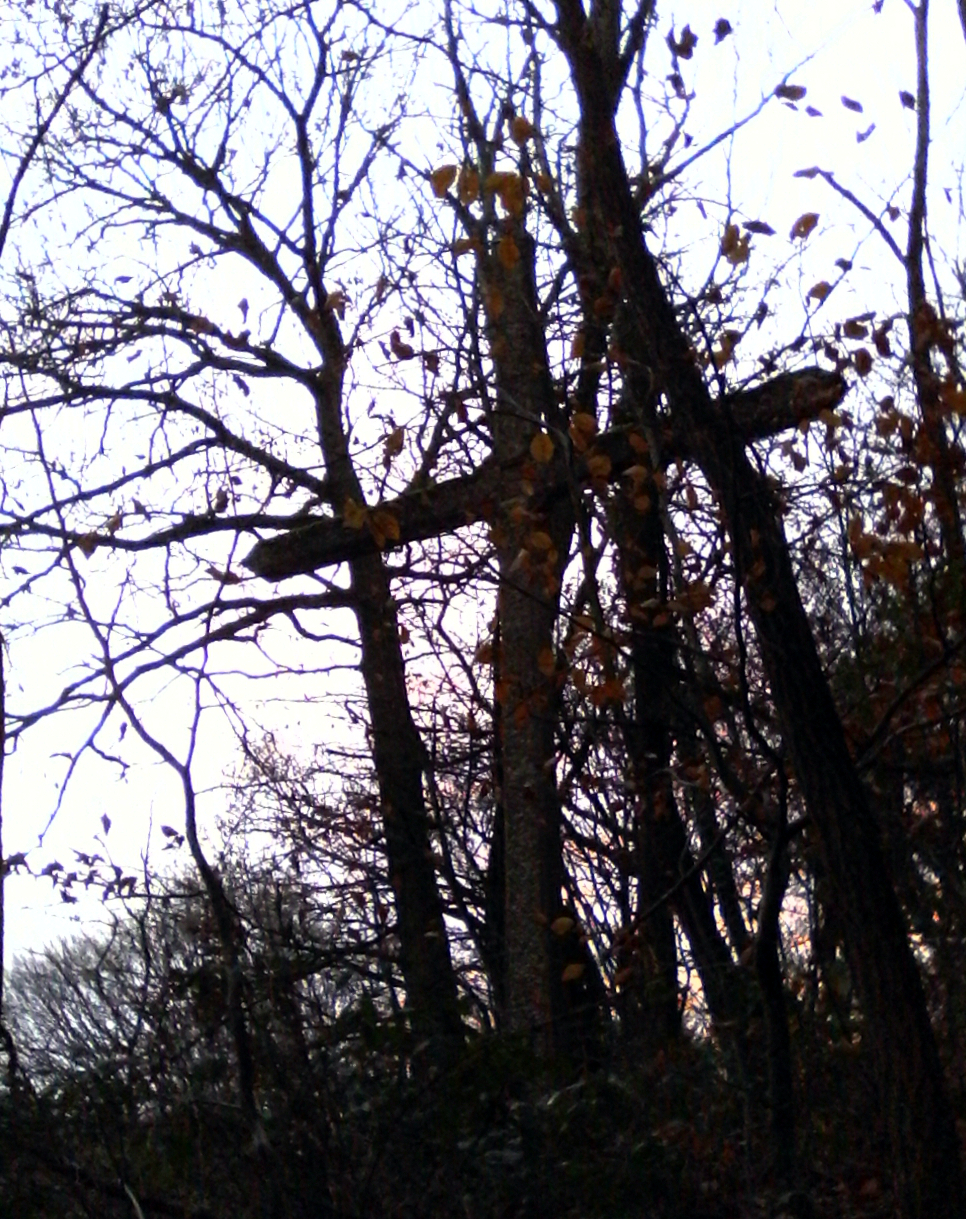
Croix derrière la Réplique de la Grotte de Lourdes.
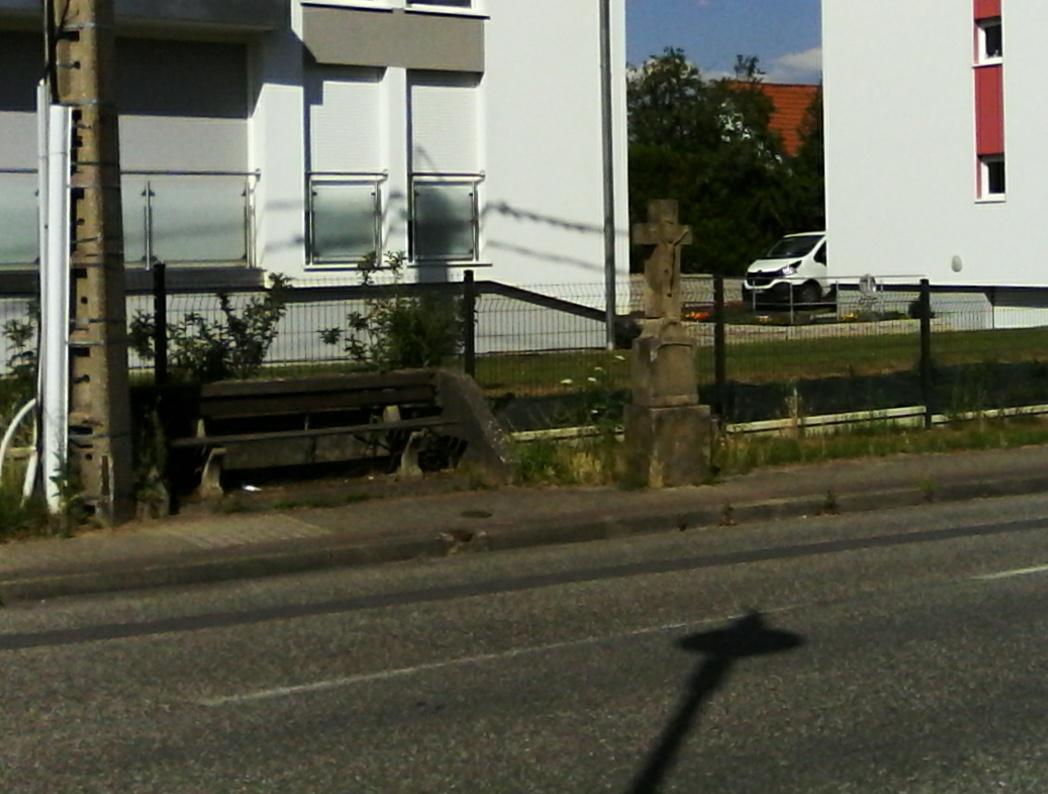
Croix de chemin, Rue de Ham, Rue de Maillane, Porcelette.

#### Édifices civils
- La Mairie, Rue de Saint-Avold.
- L'école primaire, Place de la Mairie, batie sur un ancien stade de football
- Le complexe sportif et le terrain de football avec tribune, Rue de Ham.
- La salle polyvalente, Place de la Mairie.
- La salle paroissiale Sainte-Barbe, Rue de Boucheporn.
- Le monument aux morts, Place du 27 novembre 1944.
- L'ancien monument aux morts, au cimetière municipal.

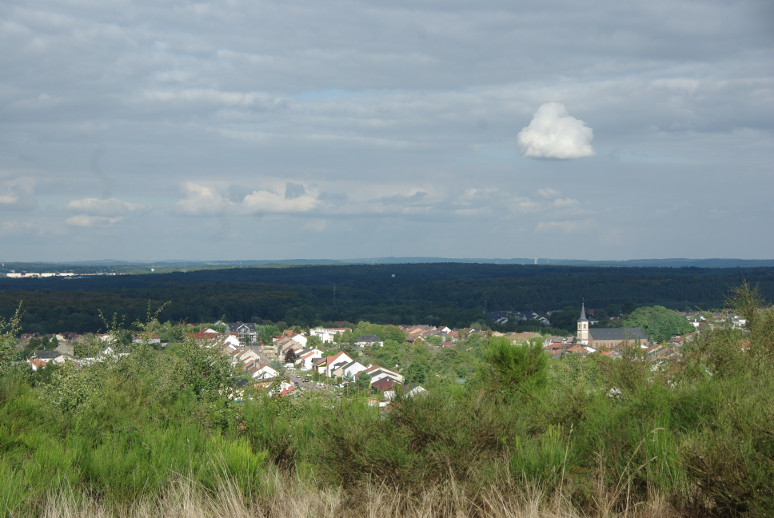
Vue d'une partie du village de Porcelette.
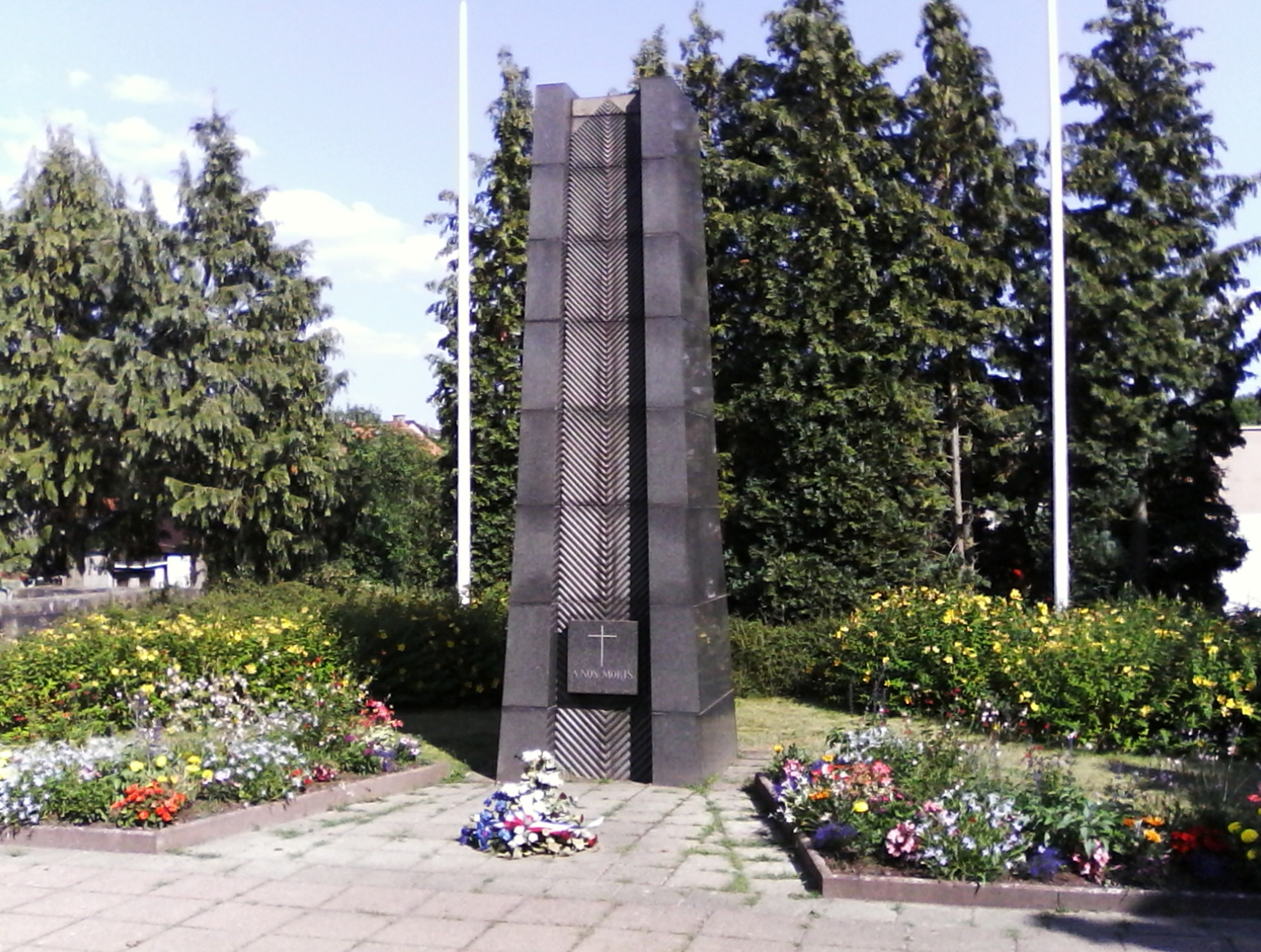
Monument aux morts.

### Personnalités liées à la commune
- Jean des Porcelets de Maillane.

- Jean-Pierre Couturier[19],[29]

### Héraldique et logotype
| Blason de la commune de Porcelette | "De gueules à la crosse d'or et à l'épée basse d'argent, garnie d'or posées en sautoir, surmontées d'une lampe de mineur d'argent, allumée du champ, un sanglier de sable brochant sur le tout.", Porcelette possède également un logo depuis 2008. |

## Pour approfondir